# نینجا گایدن ۳: لبه تیغ
نینجا گایدن ۳: لبهٔ تیغ (به انگلیسی: Ninja Gaiden 3: Razor's Edge) یک بازی ویدئویی در سبک اکشن ماجراجویی است که توسط تیم نینجا توسعه یافته و به‌وسیلهٔ نینتندو منتشر شده است. این بازی از نوامبر ۲۰۱۲ تا مه ۲۰۱۳ برای وی یو منتشر شد، سپس در آوریل ۲۰۱۳، توسط کویی تکمو برای کنسول‌های پلی‌استیشن ۳ و ایکس‌باکس ۳۶۰ عرضه شد. این بازی به عنوان یک پورت پیشرفته از نینجا گایدن ۳ به‌شمار می‌رود، که شامل تمام محتوای قابل دانلود از عنوان اصلی و همچنین پیشرفت‌های اضافی برای بهبود بازی است. لبهٔ تیغ را می‌توان معادل بازی‌های نینجا گایدن سیگما برشمرد، زیرا تغییرات متعددی را در عنوان اصلی ایجاد کرده است.
این نسخه از بازی همچنین برای نینتندو سوئیچ، پلی‌استیشن ۴، مایکروسافت ویندوز و ایکس‌باکس وان به عنوان بخشی از نینجا گایدن: مستر کالکشن، در ۱۰ ژوئن ۲۰۲۱ منتشر شد.

## داستان
در این بازی نیز ریو هایابوسا، نینجای نخبه از عناوین قبلی، ایفای نقش می‌کند. مانند نسخه اصلی، رویدادهای لبهٔ تیغ پس از وقایع نینجا گایدن ۲ اتفاق می‌افتد. این نسخه همچنین دارای یک خط داستانی جداگانه برای متحد کونوایچی ریو، آیانه است که در مجموعه‌ای از مأموریت‌های منحصر به فرد خود در لبهٔ تیغ، که شامل بازگشت قبیله عنکبوت سیاه است، بازی می‌کند.